# Luigi Corti

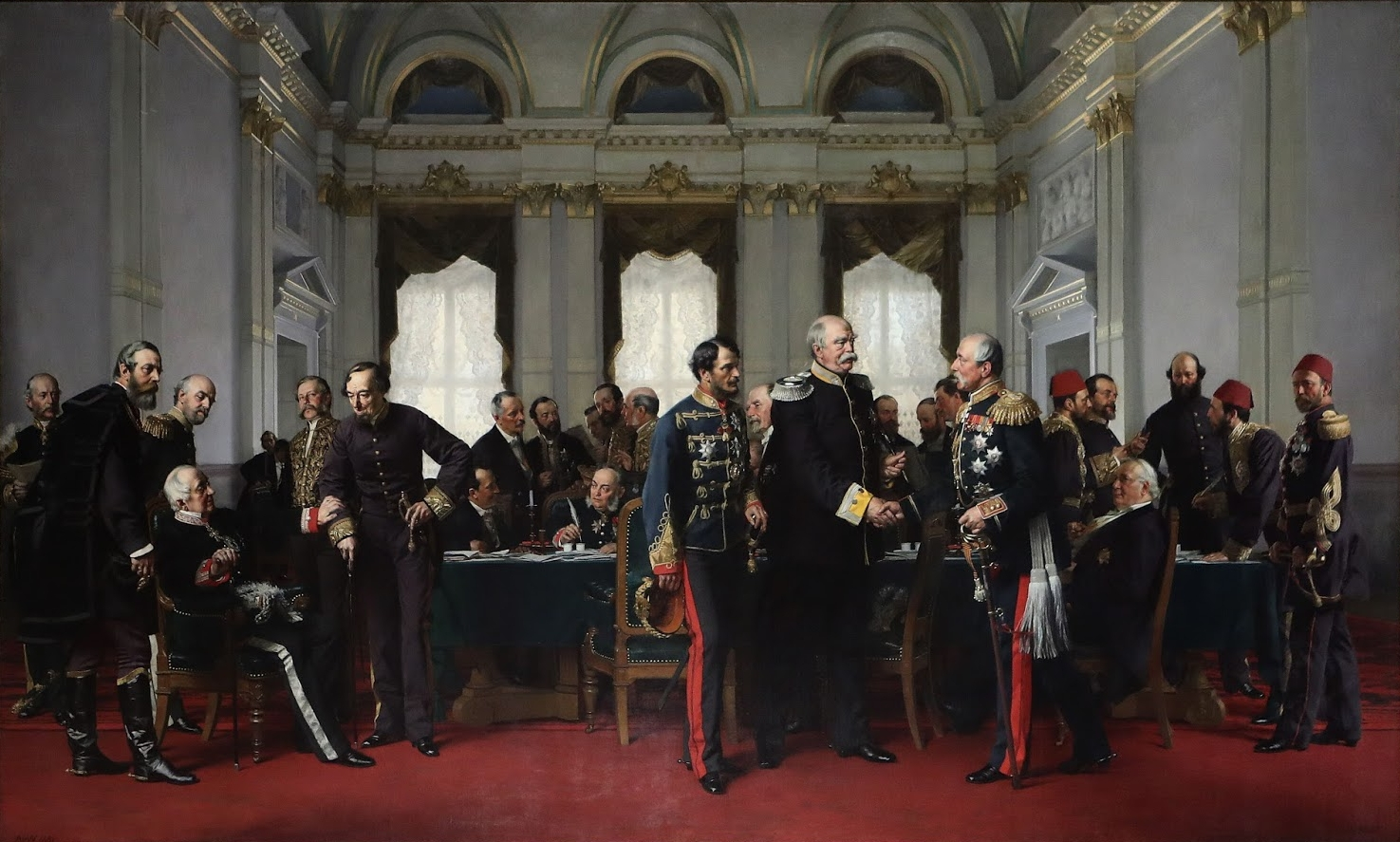
Congresso di Berlino, olio su tela di Anton von Werner. Corti è la seconda personalità da sinistra dietro al tavolo sullo sfondo

Luigi Corti (Gambarana, 24 ottobre 1823 – Roma, 18 febbraio 1888) è stato un politico e diplomatico italiano.

## Biografia
Dopo una carriera diplomatica che lo vide rappresentare il Piemonte a Londra e poi l'Italia a Stoccolma, divenne senatore del regno d'Italia nella XIII legislatura.
Fu Ministro degli Affari Esteri del Regno d'Italia nel Governo Cairoli I. Rappresentò l'Italia al Congresso di Berlino (12 giugno-13 luglio 1878): con il Trattato che ne seguì, l'Austria-Ungheria si assicurò l'occupazione della Bosnia e dell'Erzegovina, la Gran Bretagna l'isola di Cipro, la Francia garanzie sulla Tunisia, mentre l'Italia non riuscì ad ottenere nulla.
Corti palesò la sua inquietudine al ministro degli Esteri tedesco Bernhard Ernst von Bülow che gli chiese il motivo per cui non pensava all'occupazione di Tunisi (allora possedimento ottomano), previo accordo con la Gran Bretagna. Corti rispose che ciò avrebbe portato a uno scontro con la Francia, benché Salisbury avesse dichiarato al secondo delegato italiano, Edoardo de Launay, che il litorale africano dell'Impero ottomano era tanto grande che sia la Francia sia l'Italia avrebbero potuto trovarvi compensi.

Certo è che sia Waddington sia Salisbury avanzarono l'idea di compensare l'Italia con la Tripolitania, e che il ministro francese avrebbe domandato, in cambio, un'ipoteca francese su Tunisi. Tre anni dopo la Francia occuperà la Tunisia, nonostante il risentimento dell'Italia, che parlerà di schiaffo di Tunisi.
Corti, però, non poteva violare le direttive del governo e poiché non era stato possibile ottenere compensi che favorissero l'unità della nazione, non conveniva accettarne di minori che avrebbero compromesso le relazioni dell'Italia con altre potenze o l'avrebbero impegnata per il futuro. Di fronte all'opinione pubblica, il delegato italiano tornò da Berlino senza risultati: fu male accolto anche nelle vie di Milano. Venne fatto segno di attacchi pesantissimi e il 16 ottobre 1878 si dimise.